# Élections cantonales de 2011 dans le Lot
Les élections cantonales ont eu lieu les 20 et 27 mars 2011.

## Contexte départemental

### Assemblée départementale sortante
Avant les élections, le conseil général du Lot est présidé par Gérard Miquel (PS). Il comprend 31 conseillers généraux issus des 31 cantons du Lot. 16 d'entre eux sont renouvelables lors de ces élections. 
| Parti                             | Sigle | Élus |
| --------------------------------- | ----- | ---- |
| Majorité (27 sièges)              |       |      |
| Parti socialiste                  | PS    | 14   |
| Parti radical de gauche           | PRG   | 9    |
| Divers gauche                     | DVG   | 3    |
| Mouvement républicain et citoyen  | MRC   | 1    |
| Opposition (4 sièges)             |       |      |
| Divers droite                     | DVD   | 3    |
| Union pour un mouvement populaire | UMP   | 1    |
| Président du conseil général      |       |      |
| Gérard Miquel (PS)                |       |      |

## Résultats à l'échelle du département

### Résultats en nombre de sièges
| Parti | Sièges mis en jeu | Élus | Évolution |
| ----- | ----------------- | ---- | --------- |
| PS    | 8                 | 9    | +1        |
| PRG   | 5                 | 3    | -2        |
| MRC   | 1                 | 0    | -1        |
| DVD   | 1                 | 1    | =         |
| DVG   | 1                 | 3    | +2        |

### Assemblée départementale à l'issue des élections
| Parti                             | Sigle | Élus |
| --------------------------------- | ----- | ---- |
| Majorité (27 sièges)              |       |      |
| Parti socialiste                  | PS    | 15   |
| Parti radical de gauche           | PRG   | 7    |
| Divers gauche                     | DVG   | 5    |
| Opposition (4 sièges)             |       |      |
| Union pour un mouvement populaire | UMP   | 3    |
| Divers droite                     | DVD   | 1    |
| Président du conseil général      |       |      |
| Gérard Miquel (PS)                |       |      |

## Résultats par canton

### Canton de Cahors-Nord-Est
| Candidat       | Candidat          | Parti          | Premier tour | Premier tour | Second tour | Second tour |
| Candidat       | Candidat          | Parti          | Voix         | %            | Voix        | %           |
| -------------- | ----------------- | -------------- | ------------ | ------------ | ----------- | ----------- |
|                | Geneviève Lagarde | PS             | 1 037        | 45,93        | 1 386       | 64,68       |
|                | Francesco Testa   | EÉLV           | 361          | 15,99        | 757         | 35,32       |
|                | Serge Laybros     | FG             | 359          | 15,90        |             |             |
|                | Kamal Sarkis      | DVD            | 304          | 13,46        |             |             |
|                | Philippe Montagne | MRC            | 197          | 8,72         |             |             |
|                |                   |                |              |              |             |             |
| Inscrits       | Inscrits          | Inscrits       | 5 350        | 100,00       | 5 350       | 100,00      |
| Abstention     | Abstention        | Abstention     | 2 935        | 54,86        | 2 960       | 55,33       |
| Votants        | Votants           | Votants        | 2 415        | 45,14        | 2 390       | 44,67       |
| Blancs et nuls | Blancs et nuls    | Blancs et nuls | 157          | 6,50         | 247         | 10,33       |
| Exprimés       | Exprimés          | Exprimés       | 2 258        | 93,50        | 2 143       | 89,67       |

### Canton de Cahors-Nord-Ouest
| Candidat       | Candidat       | Parti          | Premier tour | Premier tour | Second tour | Second tour |
| Candidat       | Candidat       | Parti          | Voix         | %            | Voix        | %           |
| -------------- | -------------- | -------------- | ------------ | ------------ | ----------- | ----------- |
|                | Serge Munte    | PS             | 995          | 26,50        | 1 895       | 53,74       |
|                | Marc Baldy*    | MRC            | 972          | 25,89        | 1 631       | 46,26       |
|                | Ellen Dausse   | UMP            | 636          | 16,94        |             |             |
|                | Michel Gruyer  | EÉLV           | 610          | 16,25        |             |             |
|                | Gérard Iragnes | FG             | 542          | 14,43        |             |             |
|                |                |                |              |              |             |             |
| Inscrits       | Inscrits       | Inscrits       | 8 539        | 100,00       | 8 539       | 100,00      |
| Abstention     | Abstention     | Abstention     | 4 593        | 53,79        | 4 487       | 52,55       |
| Votants        | Votants        | Votants        | 3 946        | 46,21        | 4 052       | 47,45       |
| Blancs et nuls | Blancs et nuls | Blancs et nuls | 191          | 4,84         | 526         | 12,98       |
| Exprimés       | Exprimés       | Exprimés       | 3 755        | 95,16        | 3 526       | 87,02       |

*sortant

### Canton de Cahors-Sud
| Candidats      | Candidats           | Étiquette      | Premier tour | Premier tour | Second tour | Second tour |
| Candidats      | Candidats           | Étiquette      | Voix         | %            | Voix        | %           |
| -------------- | ------------------- | -------------- | ------------ | ------------ | ----------- | ----------- |
|                | Gérard Miquel*      | PS             | 1 258        | 38,09        | 1 673       | 50,13       |
|                | Évelyne Liarsou     | EÉLV           | 532          | 16,11        | 1 664       | 49,87       |
|                | Yannick Le Quentrec | PCF            | 486          | 14,71        |             |             |
|                | Roland Hureaux      | DVD            | 421          | 12,75        |             |             |
|                | Michel Grinfeder    | UMP            | 403          | 12,20        |             |             |
|                | Lucien Blanc        | SE             | 203          | 6,15         |             |             |
|                |                     |                |              |              |             |             |
| Inscrits       | Inscrits            | Inscrits       | 7 817        | 100,00       | 7 817       | 100,00      |
| Abstentions    | Abstentions         | Abstentions    | 4 298        | 54,98        | 4 136       | 52,91       |
| Votants        | Votants             | Votants        | 3 519        | 45,02        | 3 681       | 47,09       |
| Blancs et nuls | Blancs et nuls      | Blancs et nuls | 216          | 4,84         | 344         | 12,97       |
| Exprimés       | Exprimés            | Exprimés       | 3 303        | 95,16        | 3 337       | 87,02       |

*sortant

### Canton de Cajarc
| Candidats      | Candidats                 | Étiquette      | Premier tour | Premier tour |
| Candidats      | Candidats                 | Étiquette      | Voix         | %            |
| -------------- | ------------------------- | -------------- | ------------ | ------------ |
|                | Jean-Jacques Raffy*       | DVG            | 1 113        | 65,86        |
|                | Stéphanie Muzard Le Moing | EÉLV           | 250          | 14,79        |
|                | Guy Filhol                | PCF            | 168          | 9,94         |
|                | Alain Delabrunie          | FN             | 159          | 9,41         |
|                |                           |                |              |              |
| Inscrits       | Inscrits                  | Inscrits       | 2 651        | 100,00       |
| Abstentions    | Abstentions               | Abstentions    | 856          | 32,29        |
| Votants        | Votants                   | Votants        | 1 795        | 67,71        |
| Blancs et nuls | Blancs et nuls            | Blancs et nuls | 105          | 5,85         |
| Exprimés       | Exprimés                  | Exprimés       | 1 690        | 94,15        |

*sortant

### Canton de Cazals
| Candidats      | Candidats           | Étiquette      | Premier tour | Premier tour |
| Candidats      | Candidats           | Étiquette      | Voix         | %            |
| -------------- | ------------------- | -------------- | ------------ | ------------ |
|                | André Bargues*      | PS             | 772          | 55,22        |
|                | Philippe Martegoute | DVG            | 256          | 18,31        |
|                | Richard Aubry       | DVD            | 176          | 12,59        |
|                | Philippe Beggiato   | PCF            | 99           | 7,08         |
|                | Corinne Guillabeau  | EÉLV           | 95           | 6,80         |
|                |                     |                |              |              |
| Inscrits       | Inscrits            | Inscrits       | 2 144        | 100,00       |
| Abstentions    | Abstentions         | Abstentions    | 710          | 33,12        |
| Votants        | Votants             | Votants        | 1 434        | 66,88        |
| Blancs et nuls | Blancs et nuls      | Blancs et nuls | 36           | 2,51         |
| Exprimés       | Exprimés            | Exprimés       | 1 398        | 97,49        |

*sortant

### Canton de Figeac-Est
| Candidats      | Candidats               | Étiquette      | Premier tour | Premier tour |
| Candidats      | Candidats               | Étiquette      | Voix         | %            |
| -------------- | ----------------------- | -------------- | ------------ | ------------ |
|                | Nicolas Paulo*          | PS             | 2 015        | 59,49        |
|                | Philippe Loredo         | UMP            | 579          | 17,09        |
|                | Claude Delbos           | SE             | 415          | 12,25        |
|                | Christianne Sercomanens | PCF            | 378          | 11,16        |
|                |                         |                |              |              |
| Inscrits       | Inscrits                | Inscrits       | 6 724        | 100,00       |
| Abstentions    | Abstentions             | Abstentions    | 3 151        | 46,86        |
| Votants        | Votants                 | Votants        | 3 573        | 53,14        |
| Blancs et nuls | Blancs et nuls          | Blancs et nuls | 186          | 5,21         |
| Exprimés       | Exprimés                | Exprimés       | 3 387        | 94,79        |

*sortant

### Canton de Figeac-Ouest
| Candidats      | Candidats        | Étiquette      | Premier tour | Premier tour | Second tour | Second tour |
| Candidats      | Candidats        | Étiquette      | Voix         | %            | Voix        | %           |
| -------------- | ---------------- | -------------- | ------------ | ------------ | ----------- | ----------- |
|                | André Mellinger* | PS             | 2 758        | 47,17        | 2 460       | 68,70       |
|                | Antoine Loredo   | NC             | 1 281        | 21,83        | 1 121       | 31,30       |
|                | Anne Laporterie  | FG             | 1 241        | 16,59        |             |             |
|                | Antoine Soto     | EÉLV           | 564          | 14,42        |             |             |
|                |                  |                |              |              |             |             |
| Inscrits       | Inscrits         | Inscrits       | 7 771        | 100,00       | 7 771       | 100,00      |
| Abstentions    | Abstentions      | Abstentions    | 3 755        | 48,32        | 3 902       | 50,21       |
| Votants        | Votants          | Votants        | 4 016        | 51,68        | 3 869       | 49,79       |
| Blancs et nuls | Blancs et nuls   | Blancs et nuls | 236          | 5,88         | 288         | 7,44        |
| Exprimés       | Exprimés         | Exprimés       | 3 780        | 94,12        | 3 581       | 92,56       |

*sortant

### Canton de Gramat
| Candidats      | Candidats         | Étiquette      | Premier tour | Premier tour |
| Candidats      | Candidats         | Étiquette      | Voix         | %            |
| -------------- | ----------------- | -------------- | ------------ | ------------ |
|                | Maxime Verdier*   | PS             | 1 791        | 63,99        |
|                | Pierrick Mazeyrac | UMP            | 540          | 19,29        |
|                | Virginie Long     | PCF            | 468          | 16,72        |
|                |                   |                |              |              |
| Inscrits       | Inscrits          | Inscrits       | 5 781        | 100,00       |
| Abstentions    | Abstentions       | Abstentions    | 2 728        | 47,19        |
| Votants        | Votants           | Votants        | 3 053        | 52,81        |
| Blancs et nuls | Blancs et nuls    | Blancs et nuls | 254          | 8,32         |
| Exprimés       | Exprimés          | Exprimés       | 2 799        | 91,68        |

*sortant

### Canton de Lacapelle-Marival
| Candidats      | Candidats             | Étiquette      | Premier tour | Premier tour |
| Candidats      | Candidats             | Étiquette      | Voix         | %            |
| -------------- | --------------------- | -------------- | ------------ | ------------ |
|                | Christian Ribeyrotte* | PRG            | 2 079        | 70,71        |
|                | Pierrick Mazeyrac     | PCF            | 491          | 16,70        |
|                | Cyril Walter          | MPF            | 370          | 12,59        |
|                |                       |                |              |              |
| Inscrits       | Inscrits              | Inscrits       | 5 215        | 100,00       |
| Abstentions    | Abstentions           | Abstentions    | 2 100        | 40,27        |
| Votants        | Votants               | Votants        | 3 115        | 59,73        |
| Blancs et nuls | Blancs et nuls        | Blancs et nuls | 175          | 5,62         |
| Exprimés       | Exprimés              | Exprimés       | 2 940        | 94,38        |

*sortant

### Canton de Lauzès
| Candidats      | Candidats        | Étiquette      | Premier tour | Premier tour |
| Candidats      | Candidats        | Étiquette      | Voix         | %            |
| -------------- | ---------------- | -------------- | ------------ | ------------ |
|                | Gérard Gary*     | PS             | 630          | 69,77        |
|                | Patrice Robert   | NC             | 186          | 20,60        |
|                | Danielle Sirieys | PCF            | 87           | 9,63         |
|                |                  |                |              |              |
| Inscrits       | Inscrits         | Inscrits       | 1 432        | 100,00       |
| Abstentions    | Abstentions      | Abstentions    | 462          | 32,26        |
| Votants        | Votants          | Votants        | 970          | 67,74        |
| Blancs et nuls | Blancs et nuls   | Blancs et nuls | 67           | 6,91         |
| Exprimés       | Exprimés         | Exprimés       | 903          | 93,09        |

*sortant

### Canton de Luzech
| Candidat       | Candidat                | Parti          | Premier tour | Premier tour | Second tour | Second tour |
| Candidat       | Candidat                | Parti          | Voix         | %            | Voix        | %           |
| -------------- | ----------------------- | -------------- | ------------ | ------------ | ----------- | ----------- |
|                | Marc Gastal             | DVG            | 1 483        | 46,74        | 2 123       | 68,71       |
|                | Jean-Claude Baldy*      | PRG            | 773          | 24,36        | 967         | 31,29       |
|                | Martial Stambouli       | UMP            | 408          | 12,86        |             |             |
|                | François-Xavier Derrupé | EÉLV           | 310          | 9,77         |             |             |
|                | Jean-Michel Alba        | FG             | 199          | 6,27         |             |             |
|                |                         |                |              |              |             |             |
| Inscrits       | Inscrits                | Inscrits       | 5 388        | 100,00       | 5 388       | 100,00      |
| Abstention     | Abstention              | Abstention     | 2 098        | 38,94        | 2 073       | 38,47       |
| Votants        | Votants                 | Votants        | 3 290        | 61,06        | 3 315       | 61,53       |
| Blancs et nuls | Blancs et nuls          | Blancs et nuls | 117          | 3,56         | 225         | 6,79        |
| Exprimés       | Exprimés                | Exprimés       | 3 173        | 96,44        | 3 090       | 93,21       |

*sortant

### Canton de Martel
| Candidats      | Candidats            | Étiquette      | Premier tour | Premier tour |
| Candidats      | Candidats            | Étiquette      | Voix         | %            |
| -------------- | -------------------- | -------------- | ------------ | ------------ |
|                | Jean-Claude Requier* | PRG            | 1 507        | 61,43        |
|                | Jean-Claude Cantin   | UMP            | 453          | 18,47        |
|                | Pascal Leglaive      | PCF            | 329          | 13,41        |
|                | Christine Gauchet    | NPA            | 164          | 6,69         |
|                |                      |                |              |              |
| Inscrits       | Inscrits             | Inscrits       | 4 395        | 100,00       |
| Abstentions    | Abstentions          | Abstentions    | 1 826        | 41,55        |
| Votants        | Votants              | Votants        | 2 569        | 58,45        |
| Blancs et nuls | Blancs et nuls       | Blancs et nuls | 116          | 4,52         |
| Exprimés       | Exprimés             | Exprimés       | 2 453        | 95,48        |

*sortant

### Canton de Payrac
| Candidats      | Candidats         | Étiquette      | Premier tour | Premier tour |
| Candidats      | Candidats         | Étiquette      | Voix         | %            |
| -------------- | ----------------- | -------------- | ------------ | ------------ |
|                | Bernard Choulet*  | PRG            | 822          | 72,30        |
|                | William Gout      | PCF            | 184          | 16,18        |
|                | Dominique Médioni | EÉLV           | 131          | 11,52        |
|                |                   |                |              |              |
| Inscrits       | Inscrits          | Inscrits       | 2 040        | 100,00       |
| Abstentions    | Abstentions       | Abstentions    | 821          | 40,25        |
| Votants        | Votants           | Votants        | 1 219        | 59,75        |
| Blancs et nuls | Blancs et nuls    | Blancs et nuls | 82           | 6,73         |
| Exprimés       | Exprimés          | Exprimés       | 1 137        | 93,27        |

*sortant

### Canton de Saint-Géry
| Candidats      | Candidats         | Étiquette      | Premier tour | Premier tour | Second tour | Second tour |
| Candidats      | Candidats         | Étiquette      | Voix         | %            | Voix        | %           |
| -------------- | ----------------- | -------------- | ------------ | ------------ | ----------- | ----------- |
|                | Michel Roumégoux  | DVD            | 450          | 40,32        | 576         | 47,41       |
|                | Michel Quèbre*    | PS             | 354          | 31,72        | 465         | 38,27       |
|                | Pierre Dufour     | FG             | 235          | 21,06        | 174         | 14,32       |
|                | Christian Lehodey | UMP            | 77           | 6,90         |             |             |
|                |                   |                |              |              |             |             |
| Inscrits       | Inscrits          | Inscrits       | 1 816        | 100,00       | 1 816       | 100,00      |
| Abstentions    | Abstentions       | Abstentions    | 654          | 36,01        | 569         | 31,33       |
| Votants        | Votants           | Votants        | 1 162        | 63,99        | 1 247       | 68,67       |
| Blancs et nuls | Blancs et nuls    | Blancs et nuls | 46           | 3,96         | 32          | 2,57        |
| Exprimés       | Exprimés          | Exprimés       | 1 116        | 96,04        | 1 215       | 97,43       |

*sortant

### Canton de Souillac
| Candidat       | Candidat         | Parti          | Premier tour | Premier tour | Second tour | Second tour |
| Candidat       | Candidat         | Parti          | Voix         | %            | Voix        | %           |
| -------------- | ---------------- | -------------- | ------------ | ------------ | ----------- | ----------- |
|                | André Lestrade*  | DVG            | 1 185        | 33,80        | 1 858       | 52,12       |
|                | Philippe Mouraud | PS             | 1 082        | 30,86        | 1 707       | 47,88       |
|                | Alain Delvert    | DVD            | 667          | 19,02        |             |             |
|                | François Thomas  | EÉLV           | 307          | 8,76         |             |             |
|                | Bernard Hutin    | FG             | 265          | 7,56         |             |             |
|                |                  |                |              |              |             |             |
| Inscrits       | Inscrits         | Inscrits       | 5 974        | 100,00       | 5 974       | 100,00      |
| Abstention     | Abstention       | Abstention     | 2 309        | 38,65        | 2 142       | 35,86       |
| Votants        | Votants          | Votants        | 3 665        | 61,35        | 3 832       | 64,14       |
| Blancs et nuls | Blancs et nuls   | Blancs et nuls | 159          | 4,34         | 267         | 6,97        |
| Exprimés       | Exprimés         | Exprimés       | 3 506        | 95,66        | 3 565       | 93,03       |

*sortant

### Canton de Sousceyrac
| Candidat       | Candidat             | Parti          | Premier tour | Premier tour |
| Candidat       | Candidat             | Parti          | Voix         | %            |
| -------------- | -------------------- | -------------- | ------------ | ------------ |
|                | Jean-Pierre Boucard* | PS             | 615          | 89,91        |
|                | Christophe Schimmel  | FG             | 69           | 10,09        |
|                |                      |                |              |              |
| Inscrits       | Inscrits             | Inscrits       | 1 229        | 100,00       |
| Abstention     | Abstention           | Abstention     | 454          | 36,94        |
| Votants        | Votants              | Votants        | 775          | 63,06        |
| Blancs et nuls | Blancs et nuls       | Blancs et nuls | 91           | 11,74        |
| Exprimés       | Exprimés             | Exprimés       | 684          | 88,26        |

*sortant